# حصان وحيد القرن

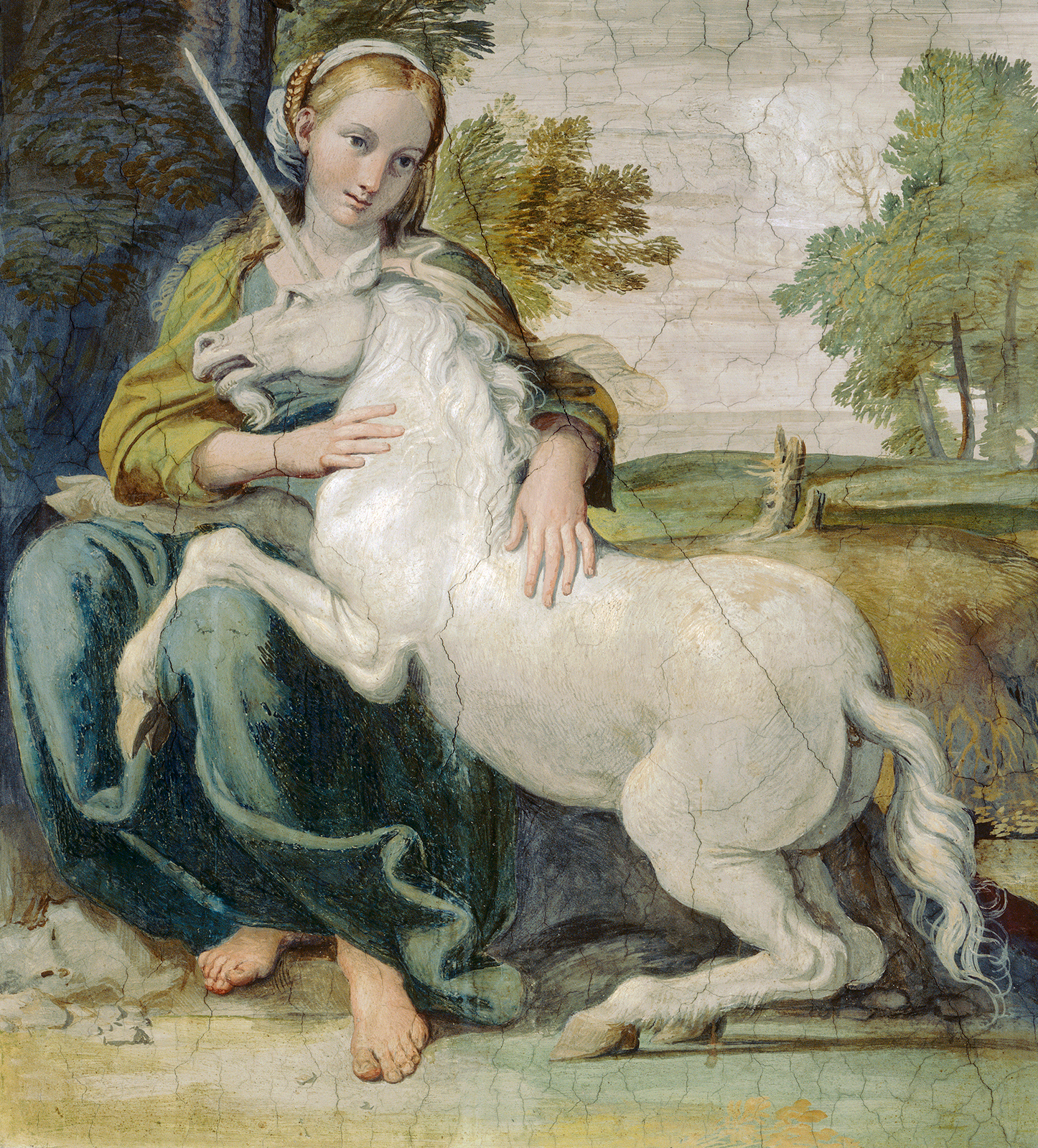
الحصان أحادي القرن

أحادي القرن أو حَريش (بالإنجليزية: Unicorn)‏ هو كائن خرافي على هيئة حصان خرافي أبيض اللون ذو قرن واحد، ذُكر في الأساطير الإغريقية واتُخذ كشعار لنبلاء العصور الوسطى في أوروبا.

## أوصافه
الصورة التقليدية للحصان أحادي القرن أنه مخلوق ذو جسد ورأس حصان وأرجل أيل (ذكر الغزال)، ذو قرن نابت من منتصف جبهته وذيل شبيه بذيل الأسد. وهذه هي الكيفية التي صوّرته بها أساطير أوروبا وأمريكا الشمالية تحديدًا، كوصف فيزيولوجس صاحب الكتاب الشهير عن وصف مخلوقات المملكة الحيوانية، ومن ثم انتشرت هذه الصورة عبر وسائل الإعلام فأصبحت هي الصورة المعتادة والأكثر انتشارا في العالم.
لكن للعلماء والباحثين رأي مختلف، فعلى الرغم من الصورة الشائعة التي نقلتها السينما على سبيل المثال في فيلم وحيدة القرن الأخيرة (بالإنجليزية: The Last Unicorn)‏، إلا أنّ الحصان أحادي القرن يوجد في كل أساطير العالم تقريبا إلى حد يجعل الكثيرين يعتقدون بأنه حيوان من العصور القديمة انقرض ولم يعثر له على بقايا. أما الاستثناء الأشهر فهو الأساطير الإغريقية التي لم تذكر هذا المخلوق قط، وإنما ذُكر حصان آخر هو الحصان المجنح بيجاسوس.

### تطور الوصف
في البداية كان يوصف كحصان صغير الحجم، ثم تطوّر هذا الوصف عبر التاريخ من حيث الحجم والشكل واختلف من رواية لأخرى؛ فهناك من يصفه بحجم طفلٍ وهناك من يصوِّره كغزال وهناك من يحكي أنه كان بحجم الفيل حيث يحكي المؤرِّخ الرومانيّ إيليان بحوالي العام 220 الميلاديّ بأن وحيد القرن في الهند بحجم حصان بالغ ذو شعر أحمر يحيط بعنقه، شديد الرشاقة، ذو أرجل ملعقية كالفيل وذيل دب، وله قرن أسود ينبت من حاجبيه بنعومة وينتهي بطرف حلزونيّ مدبَّب. ويستطرد أيضا بأنه يملك أعذب وأشرس الأصوات في المملكة الحيوانية بأسرها.
وتتنوَّع الروايات وتختلف حتى في شكل أقدام المخلوق؛ حيث كتب الرحالة الإيطاليّ فيرتومانوس والعديد من المشاهير ومنهم أرسطو وبلايني وسولينوس الذي يصفون أقدامه بأنها مستوية. ويختلف الكثيرين أيضا في وصف قرنه، حيث يتباين الوصف بين الطول المفرط والقصر، وفي اللون الذي تراوح بين الأبيض والأسود، والشكل فهناك من يصف قرنه بالحلزونية ومن يؤكد باستقامته.
في الفولكلور الأوروبي، غالبًا ما يُصوَّر وحيد القرن بأنه حيوان أبيض شبيه بالحصان أو ماعز له قرن طويل وحوافر مشقوقة وأحيانًا لحية ماعز. في العصور الوسطى وعصر النهضة، كان يوصف عادة بأنه مخلوق غابات برية للغاية، وهورمز للنقاء والنعمة، الذي لا يمكن أن تلتقطه إلا عذراء. في الموسوعات، قيل أن قرنه لديه القدرة على جعل المياه المسمومة صالحة للشرب وشفاء المرض. في العصور
الوسطى وعصر النهضة، كان ناب الكركدن يباع أحيانًا على أنه قرن وحيد القرن.
و يستمروحيد القرن في احتلال مكانة في الثقافة الشعبية. غالبًا ما يستخدم رمزًا للخيال أو الندرة.

## حصان أحادي قرن عربيّ
هناك العديد من الروايات عن وجود هذا المخلوق في المنطقة العربية. حيث أشار فيرتومانوس أثناء تجواله بمنطقة شبه الجزيرة العربية عام 1503 بأن العرب يملكون تراثاً ضخماً عن هذا المخلوق يظهر بالأكثرية بالمملكة العربية السعودية، وأيضاً ضمن ما رواه أبو التاريخ هيرودوت، حيث يروي الأخير بأنه رآه في ليبيا. وتحكي بعض الروايات وجوده بين جنوب مصر وأثيوبيا، وأن المخلوق هناك شديد الشراسة، والإمساك به ضرب من الاستحالة.

## عملية الصيد
يقول ليوناردو دا فينشي في أحد مذكراته عن عملية الصيد:
«على الرغم من تقلب طباع أحادي القرن وضعف قدرته في السيطرة على نفسه، إلّا أنه ينسى شراسته وطباعه البرية عندما يرى عذراء، ليرمي كل مخاوفه جانباً ويضع رأسه على حجرها ليستغرق في النوم، حتى يجيء الصيادون لإمساكه»
ويتفق معه الكاتب الرومانيّ ميسولوجاس بوصف «عملية الصيد المقدسة» أو «صيد العذراء» كما يسمونها كالآتي:
«يضعون عذراء عفيفة ترتدي ملابس جميلة مزخرفة في مكان معزول بالغابة يعرف بتواجد اليونيكورن فيه. حيث يأتي إليها المخلوق ليرخي رأسه على حجرها، وما يلبث أن يضطجع وينام. ليأتي الصيادون ليمسكوا به ويأخذونه إلى قصر الملك لاستلام جائزتهم»
وأصبحت صورة العذراء التي تضع رأس اليونيكورن على حجرها بعد ذلك تيمة محببة في المعمار الكنسيّ، حيث اعتاد الفنانون زخرفة العديد من التنويعات على تلك الصورة على زجاج الكنائس. وهذا نظرًا للاعتقاد الذي انتشر بين الفنانين بترميز اليونيكورن للطهارة والعفة، وأحيانا كرمز للتغلب على الشيطان.

## قرن الحصان
كان قرن هذا الحصان والمادة التي يتكون منها يسميان بالآليكورن Alicorn. وكان يعتقد بأن له خواص طبية وسحرية. حيث كان قرنه مبتغى ثمينا للبحث من قبل الملوك والأمراء الذي يقال إنهم كانوا يشربون من كؤوس مصنوعة من قرنه لمعرفة ما إذا كان الشراب مسموما من عدمه.
كما كانوا يقومون بحيلة للتأكد من كون القرن أصليا من عدمه؛ حيث يرسمون دائرة على الأرض بهذا القرن ويضعون فيها عقربا أو سحلية أو عنكبوتا، فإن لم يستطع أيهم الخروج من الدائرة فالقرن أصليّ، والعكس بالعكس.
كان تجارة تلك القرون منتشرة في قارة أوروبا في العصور الوسطى، حيث كان التجار يبيعون قرون الخراتيت باعتبارها قرون اليونيكورن ذات قدرة الشفاء السحرية.

## التاريخ

### في العصور القديمة
عُثر على عدد من الأختام التي تصور ظاهريًا وحيد القرن من حضارة وادي السند،[بحاجة لمصدر] ويُعتقد أن الأختام التي تحمل مثل هذا التصميم هي علامة على المكانة الاجتماعية العالية. وقد فُسرت أيضًا بأنها تمثيلات للأراخس -نوع من الماشية البرية الكبيرة التي كانت تقطن سابقًا أوروبا وآسيا وشمال إفريقيا- أو نوع من الثيران، لأن الحيوان يظهر دائمًا في صورة جانبية، ما يشير إلى أنه قد يوجد قرن آخر، لا يظهر من المنظور الجانبي.
لم تُذكر وحيدات القرن في الأساطير اليونانية، لكن في حسابات التاريخ الطبيعي، بالنسبة للكتاب اليونانيين في التاريخ الطبيعي، كانوا مقتنعين بواقع وحيد القرن، الذي اعتقدوا أنه عاش في الهند، عالم بعيد ورائع بالنسبة إليهم. أقدم وصف هو من (Ctesias)، الذي وصفها في كتابه Indika (On India) بأنها حمير برية، مجموعة من الأقدام، لها قرن cubit بطول ذراع ونصف وملونة باللون الأبيض، أحمر وأسود.
حصل كتيسياس على معلوماته في أثناء إقامته في بلاد فارس. عُثر على وحيد القرن على تمثال بارز في العاصمة الفارسية القديمة برسيبوليس في إيران.  لابد أن أرسطو كان يتابع (Ctesias) إذ ذكر اثنين من الحيوانات ذات القرن الواحد، المها -نوع من الظباء- وما يسمى «الحمار الهندي» oryx (ἰνδικὸς ὄνος). كتب Antigonus of Carystus أيضًا عن «الحمار الهندي» وحيد القرن، يقول سترابو أنه في القوقاز كانت هناك خيول ذات قرن واحد برؤوس تشبه الأيل. يذكر بليني الأكبر المها والثورالهندي -ربما وحيد القرن- وحشًا وحيد القرن، وكذلك حيوان شرس جدًا يسمى (monoceros) التي لها رأس الأيل، وأقدام الفيل، وذيل الخنزير، في حين أن بقية الجسم مثل الحصان، تصدر ضوضاء منخفضة عميقة، ولها قرن أسود واحد من منتصف جبهتها، بطول ذراعين، في كتاب طبيعة الحيوانات -Περὶ ΖῴωνἸδιότητος ، دي ناتورا أنيماليوم- يضيف إيليان، نقلًا عن كتيسياس، أن الهند يوجد بها أيضًا نوع من الحصان وحيد القرن.(Cosmas indicopleustes)، تاجر من الإسكندرية عاش في القرن السادس، قام برحلة إلى الهند وكتب بعد ذلك أعمالًا عن علم الكونيات. يعطي وصفًا لوحيدات القرن استنادًا إلى أربع شخصيات نحاسية في قصر ملك إثيوبيا. ذكر أنه «من المستحيل أسر هذا الوحش الشرس على قيد الحياة، وأن كل قوته تكمن في قرنه. وعندما يجد نفسه مطاردًا ومعرضًا لخطر القبض عليه، فإنه يلقي بنفسه من الهاوية، ويستدير على نحو ملائم  في السقوط، حتى يستقبل كل الصدمات على القرن، فيهرب سالمًا معافى».

### العصور الوسطى وعصر النهضة
نشأت معرفة القرون الوسطى بالوحش الرائع من مصادر توراتية وقديمة، وصُورالمخلوق بشكل مختلف نوعًا من الحمار البري أو الماعز أو الحصان. رُوجت قصة رمزية متقنة عن سلف حيوان القرون الوسطى، في العصور القديمة المتأخرة المعروف باسم (Physiologus)، إذ يقف وحيد القرن، محاصرًا من قبل عذراء -تمثل مريم العذراء- من أجل التجسد.فور أن يراها وحيد القرن، يضع رأسه على حجرها وينام. أصبحت هذه علامة رمزية أساسية تكمن وراء مفاهيم القرون الوسطى عن وحيد القرن، ما يبرر ظهوره في أشكال الفن الديني. تركزتفسيرات أسطورة وحيد القرن على تقاليد القرون الوسطى للعشاق المخدوعين، بينما يفسر بعض الكتاب الدينيين وحيد القرن وموته على أنهما آلام المسيح. تشيرالأساطير إلى وحش له قرن واحد لا يمكن ترويضه إلا بواسطة عذراء، بعد ذلك، ترجم بعض الكتاب هذا إلى قصة رمزية لعلاقة المسيح بمريم العذراء.
ظهر وحيد القرن أيضًا في كتابات المؤلفين الفرنسيين في القرن الثالث عشر مثل تيبوت من شامبان وريتشارد دي فورنيفال، ينجذب الحبيب إلى سيدته مثل وحيد القرن للعذراء. مع صعود النزعة الإنسانية، اكتسب وحيد القرن أيضًا المزيد من المعاني العلمانية الأرثوذكسية، التي ترمز إلى الحب العفيف والزواج المخلص. كما في دور بيترارك ب«انتصار العفة»، وصورة بييرو ديلا فرانشيسكا لباتيستا ستروزي، مقترنة بصورة زوجها فيديريكو دا مونتيفلترو -رسمت في الفترة من 1472 إلى 1474.

## أنواعه
يتميز وحيد القرن بكونه أحد الأساطير التي برع الكثير في التحاكي عنها في المزيج الغريب في حكاياته بين التنوُّع والتفرُّد؛ فعلى الرغم من كونه أكثر المخلوقات الأسطورية انتشارًا، نظرًا للإشارة له في أغلب الحكايات الميثولوجية في العالم باختلاف الثقافات، لكن أغلب الروايات تشير لوجود مخلوق وحيد منه في العالم بأسره. وهو ما يضيف المزيد من الغموض الذي طالما أحاط بهذا المخلوق والذي حير العلماء والمؤرخين والباحثين إلى يومنا هذا. والذين على الرغم من اختلافهم، لكنهم يتفقون في رؤيته كرمز عالميّ للسمو الروحيّ والتغير للأفضل.
وهنا بعض أهم الأمثلة لوجود اليونيكورن في أغلب ثقافات العالم:

### آبادا
آبادا Abada: في أساطير الكونغو، ورد ذكر آبادا كحصان وحيد قرن صغير الحجم يعيش بهذه البلاد. ويوصف كحيوان خجول لا يظهر للبشر إلاّ فيما ندُر.

### بياست نا سروجينج
بياست نا سروجينج Biast Na Sroging: يعتبر هذا المخلوق المقابل المائيّ لليونيكورن في الأساطير الأسكتلندية. وهو حصان يستوطن المياه حول جزر هيبردين باسكتلندا حسب كلام الأسطورة. وهو مخلوق غليظ الساقين يملك قرنا يبرز من وسط جبهته كاليونيكورن. ويعني اسمه «الوحش وحيد القرن». ويقال أنه يجذب المسافرين عاثري الحظ من الماء ليمزِّق أجسادهم كاملة فيما عدا الأكباد، وأن طالما بقي المسافر بعيدًا عن الماء فلا خطر عليه، إلاّ لو مسته ولو قطرة من الماء فهذا يعني نهايته. ويقال أيضا أنه يأخذ الشكل البشريّ أحيانا، ويمكن تعرُّفه من الأعشاب البحرية الملتصقة بشعره.

### كركدن
كركدن Karkadann: إلى جانب أنه أحد أسماء حيوان الخرتيت في لغتنا العربية، فالكركدن أيضا هو المقابل لليونيكورن في كلٍ من بلاد الفرس القديمة والهند وشمال أفريقيا. والاسم مشتق من اللفظة السنسكريتية "Kartajan" ومعناها «سيد الصحراء». وهو أبيض اللون ضخم كالخرتيت بذيل يشبه ذيل الأسد، يملك حافرين أو ثلاثة في كل قدم. وعلى عكس أغلب الأوصاف المشابهة، فالكركدن ذو قرن لولبيّ أسود في مقدمة رأسه. ويوصف بأنه شديد الشراسة والوحشية لدرجة تجعله قادرا على قتل الأفيال أحيانا. ولا سبيل لتهدئته سوى هديل الحمام البريّ الذي يولع الكركدن بصوته لدرجة تجعله مستعدًا للسفر لمسافات هائلة للدفاع عن أعشاش هذا الحمام بمجرَّد سماع هذا الصوت.

### كير
كير Kere: مقابل وحشيّ شديد الشراسة لأحادي القرن في أساطير بلاد التبت.

### كيرين
كيرين Kirin: هو النسخة اليابانية من الأحادي القرن بأساطير شرق آسيا. ويوصف بأنه مخلوق متعدِّد الألوان بالقرن المعتاد الناتئ من جبهته. وهو رسول الآلهة الذي ينشر العدل بين الأخيار، ويعاقب الأشرار على خطاياهم بما يستحقونه.

### كوريسك
كوريسك Koresck: طبقا لأساطير بلاد الفرس القديمة، كوريسك هو أحد أنواع أحادي القرن، نصف حصان والنصف الآخر عنزة. وكان الفرس يقدسونه قديما.

### كاي- لين
كاي- لين Ky-Lin: له رأس تنين بقرن في منتصف جبهته، ولبدة أسد وجسد أيل وذيل ثور. وهو أحد التنويعات على أسطورة أحادي القرن في الميثولوجيا الصينية. وهو أقدم التصورات المعروفة لليونيكورن، حيث يرجع إلى قصة الحكيم الصينيّ فو - سي الذي يقال أنه قد تجلى له من النهر الأصفر عام 3000 قبل الميلاد.
يمثل كاي لين الفضائل الخمس – العناصر الأساسية للخير في العقائد الصينية – ويقال أيضا أنه يرمز للتوازن بين العنصر الذكريّ كاي والأنثويّ لين بنفس نظرية الين واليانج المنتشرة في قارة آسيا بالتكامل بين عنصريّ الذكر والأنثى.
كما يمثل قرنه وحدة الكون تحت أمرة قائد واحد عظيم. ويعيش كاي لين في الجنة حسب معتقدات الصينيين أيامها، ويزور الأرض عند مولد فيلسوف كبير أو حاكم عظيم. حيث سجل ظهوره عند وفاة الإمبراطور هوانج تي، ولدى مولد وممات الفيلسوف كونفوشيوس.
ومثل نظيره الغربيّ، يرمز كاي لين دوما لرهافة الحس والنبل، حيث لا يستخدم قرنه في العنف حتى للدفاع عن نفسه. وفي اللوحات الصينية، يصوِّر الفنانين كاي لين دوما برفقة الحكماء والخالدين. كما يعتبر ركوب شخص على ظهر كاي لين قمة الرفعة والمكانة، حيث يستخدم تعبير «امتطاء كاي لين» في اللغة الصينية حتى اليوم لوصف الشخص ذو الحظ الوافر والقدرات العالية. مجملاً، يمثل كاي لين في الميثولوجيا الصينية الخير والنقاء والطهارة والسلام في هذا العالم.

### الأسد واليونيكورن
تنتشر شخصيتيّ الأسد واليونيكورن في الحكايات الشعبية بإسكتلندا وإنجلترا في القرن الرابع عشر الميلاديّ، حيث يرمز فيها الأسد كرمز لبريطانيا واليونيكورن لإسكتلندا. حيث تمتلئ تلك الحكايات بقصص العداء والكراهية المتبادلة بين الاثنين ترميزًا للخلافات الطويلة بين البلدين والتي لم تنقشع إلاّ بعد الاتحاد بينهما عام 1705.

### مونوسيروس
مونوسيروس Monoceros: وصف المؤرخ والفيلسوف الرومانيّ بليني هذا المخلوق بأنه ذو جسم حصان ورأس أيل بقرن في منتصفها، وله أقدام فيل وذيل خنزير بريّ.
ويقال أن صوت عواء المونوسيروس يثير الرعب في قلوب أشجع الرجال. وأن على الرغم من استحالة الإمساك به حيا، لكن قتله ممكن وقد ألهم الاسم علماء الفلك ليسموا به أحد المجموعات النجمية في عصرنا الحديث.

### ندزودزو
ندزودزو Ndzoodzoo: هو الاسم المحليّ لليونيكورن في أساطير جنوب أفريقيا. في حجم الحصان وله القرن المعتاد في وسط جبهته والذين يصل طوله من ثلاثين إلى خمسة وثلاثين سنتيمترًا. شديد الرشاقة والسرعة إلى جانب قوّته. وهو شديد العدائية سريع الاستثارة، حيث يهاجم أيّ إنسان فور رؤيته. ويميز الذكور عن الإناث بأن الأخيرة ليس لها قرون.

### تسوبو
تسوبو Tsopo: أحد مقابلات اليونيكورن في بلاد التبت، وعلى عكس نظيره الأوروبيّ فهو شديد الوحشية والشراسة.

### كيفية كتابته بالعربية
بعض الناس يشبك بين كلمتين يوني وكورن؛
ويكتب:
يونيكورن،
والصحيح ان يكتب:
يوني كورن.